# Didymictis
Didymictis — вимерлий рід хижоподібних ссавців з родини Viverravidae, відомий з пізнього палеоцену та раннього еоцену Північної Америки. Didymictis є єдиним віверавідом, для якого є значні посткраніальні залишки. Рід був переважно наземним, але принаймні частково швидкісним, схожим на цивету.

## Морфологічна характеристика
Didymictis має подовжений і відносно великий череп з невеликим і низьким мозком і довгою і вузькою основною частиною черепа. Потиличний і сагітальний гребінь дуже високі. Зубна формула: 3.1.4.2/3.1.4.2. За втратою останнього моляра й подовженим другим моляром, контрастує з міацидами, і подібний до зубних рядів у ведмедів та ракунів. Порівнюючи Didymictis з Vulpavus, значно меншим і спритнішим віверавідом, Heinrich & Rose 1997 зазначили, що кінцівки Didymictis, особливо задні, подібні до кінцівок у сучасних хижих тварин, пристосованих до швидкості, а передні кінцівки певною мірою спеціалізовані для копання. Автори дійшли висновку, що Didymictis був відносно спеціалізованим наземним хижаком, здатним полювати швидко переслідуючи або полювати копаючи.

## Види
D. proteus відомий з пізнього палеоцену та найранішого еоцену (56.8–50.3 Ma) Вайомінга, Альберти, Колорадо, Південної Кароліни.
D. leptomylus відомий з еоцену (55.8–50.3 Ma) західної Північної Америки (Колорадо і Вайомінг), але є набагато менше екземплярів, ніж D. proteus.
D. protenus відомий з раннього еоцену (55.8–50.3 Ma) західної Північної Америки (Колорадо, Нью-Мексико, Вайомінг).
D. vancleveae відомий з фрагментованої щелепи з кількома зубами (Колорадо), описаної Робінсоном 1966 року, і ще одного зуба (Вайомінг), умовно віднесеного до цього виду; існував у еоцені (50.3–46.2 Ma).
D. altidens відомий з еоцену (50.3–46.2 Ma) Колорадо та Вайомінга.
D. dellensis Dorr 1952 перенесено до Pritictis dellensis (Dorr 1952).